# Područje oko Kupice
Područje oko Kupice este o arie protejată (sit de importanță comunitară — SCI) din Croația întinsă pe o suprafață de 2.471,13 ha, integral pe uscat.

## Localizare
Centrul sitului Područje oko Kupice este situat la coordonatele 45°25′51″N 14°51′35″E / 45.430801°N 14.859831°E.

## Înființare
Situl Područje oko Kupice a fost declarat sit de importanță comunitară în iulie 2013 pentru a proteja 5 specii de animale.

## Biodiversitate
Situată în ecoregiunea alpină, aria protejată conține 3 habitate naturale: Liziere de ierburi înalte hidrofile de câmpie și de nivel montan până la alpin, Păduri ilirice de Fagus sylvatica (Aremonio-Fagion), Păduri acidofile de Picea de la nivel montan la nivel alpin (Vaccinio-Piceetea).
La baza desemnării sitului se află mai multe specii protejate:
- amfibieni (1): izvoraș-cu-burta-galbenă (Bombina variegata)
- nevertebrate (2): Austropotamobius torrentium, Rosalia alpina
- pești (2): zglăvoacă (Cottus gobio), lostriță (Hucho hucho)

Pe lângă speciile protejate, pe teritoriul sitului au mai fost identificate 4 specii de plante.